# Nnamdi-Azikiwe-Stadion
Das Nnamdi-Azikiwe-Stadion (englisch Nnamdi Azikiwe Stadium) ist ein Stadion in der nigerianischen Stadt Enugu. Es fasst 25.000 Zuschauer und wird zurzeit hauptsächlich als Fußballstadion genutzt. 
Der heimische Fußballverein Enugu Rangers trägt hier seine Heimspiele aus.